# 메이크원
메이크 원(Make-1, 본명: 이진복, 1981년 ~ )은 과거 활동했던 대한민국의 래퍼이다. 과거에는 CB Mass의 멤버, Ill Skillz의 멤버로 활동하였으며, 3사단 헌병대에서 군생활을 한뒤, 현재 360Sounds에서 활동 중이다.